# 상진운수
상진운수(常進運輸)는 서울특별시 성북구 한천로76길 42 (석관동)에 있는 서울특별시의 시내버스 업체이고 계열사로는 송파상운이 있다.

## 연혁
- 1961년 12월 6일 : 삼미운수(三美運輸)로 설립
- 1972년 11월 7일 : 상호명을 삼미운수(三美運輸)에서 상진운수(常進運輸)로 변경

## 운행 노선
2023년 5월 13일 기준이다.
| 운행노선 | 운행구간              | 운행구간 | 운행구간           | 배차간격 (분) | 인가 대수 | 비고                                                    |
| -------- | --------------------- | -------- | ------------------ | ------------- | --------- | ------------------------------------------------------- |
| 261번    | 석관동(상진운수종점)  | ↔        | 여의도환승센터     | 5~9           | 36        | 구 48번 변경, 을지로 경유                               |
| 1122번   | 석관동(상진운수종점)  | ↔        | 원자력병원         | 4~9           | 19        | 구 1223번, 2216번 통합                                  |
| 2012번   | 중랑공영차고지.신내역 | ↔        | 동대문역사문화공원 | 10~17         | 18        | 구 542번, 555번 단축                                    |
| 2115번   | 중랑공영차고지.종점   | ↔        | 서경대학교입구     | 5~9           | 10        | 구 1212번, 2223번 통합. 도원교통과 공동배차로 운행한다. |

## 과거 운행 노선

### 개편 전 노선

#### 도시형버스
- 37번, 37-1번, 47번, 48번, 451번, 456번, 803번 (이 버스는 진아교통과 태릉교통이 공동으로 운행)

### 개편 후 노선

#### 지선버스
- ● 2215번: 화랑대역 ~ 제기동 (구 47번 단축. 2005년 6월 15일 2012번과 통합)[2]
- ● 2223번: 중랑공영차고지 ~ 제기동역 (2012번에서 분리. 2013년 9월 26일 성원여객 1212번과 통합하여 2115번으로 변경)

#### 맞춤버스
- ● 8221번: 중랑공영차고지 ~ 석계역 (2015년 용림교통 파산으로 인한 대체 노선. 인가만 있었던 미운행 노선)
- ● 8222번: 중랑공영차고지 ~ 봉화산역 (2015년 용림교통 파산으로 인한 대체 노선. 인가만 있었던 미운행 노선)

## 본사 및 영업소
- 석관동 본사 (261번, 1122번)
- 신내동 영업소 (2012번, 2115번)

## 보유 차량

#### 자일대우버스[3]
- 자일대우 NEW BS090
- 자일대우 NEW BS106
- 자일대우 NEW BS110[4]

#### 현대자동차
- 현대 그린시티
- 현대 저상 뉴 슈퍼 에어로시티

## 갤러리

서울시내버스 261번